# Unruhige Nacht (1958)
Unruhige Nacht ist ein filmisches Kriegsdrama von Falk Harnack aus dem Jahr 1958. Es basiert auf der gleichnamigen Kriegsnovelle Unruhige Nacht von Albrecht Goes. Der Film erzählt die Geschichte des protestantischen Kriegspfarrers Brunner (Bernhard Wicki), der die letzten Stunden des zum Tode verurteilten Deserteurs, des Wehrmachtssoldaten Fedor Baranowski (Hansjörg Felmy), begleitet. Thematisiert wird hier auch der Zwiespalt, in den ein Pfarrer geriet, der einerseits seinem Gewissen verpflichtet war, andererseits keine Möglichkeit sah, sich einem Unrechtsregime zu widersetzen. Auch ein Seelsorger und Trostspender musste in der Kriegsmaschinerie funktionieren und durfte die Autoritäten und von ihnen gefällte Urteile nicht in Frage stellen, wenn er nicht selbst in deren Mühlen geraten wollte.
Ulla Jacobsson, Ann Savo, Werner Hinz, Erik Schumann, Werner Peters und Richard Münch sind in tragenden Rollen besetzt.

## Handlung
Deutsch-Sowjetischer Krieg im Jahr 1942: Der Soldat Fedor Baranowski soll in Proskurow für seine Einheit Eier und Wodka gegen Quittung auftreiben. Dabei lernt er im letzten Haus, das er besucht, die ukrainische Kriegerwitwe Ljuba und ihren kleinen Sohn Stano kennen. Er verliebt sich in Ljuba. Einige Tage später bringt er dem Kleinen Schuhe mit und Ljuba einen Schafspelzmantel. Er will sich mit der jungen Frau treffen und erstellt dazu auf dem Quittungsblock (Wehrmachtsformular HVA 570) für Ljuba eine Skizze, auf der er den Treffpunkt markiert. Dabei zeichnet er die Stellungen seiner Einheit als Orientierungspunkte ein. Wehrmachtssoldaten finden bei der Hausdurchsuchung in Ljubas Hütte das Formular mit der Skizze. Es kommt zur Anhörung durch den Kompaniechef und anschließend zu einer Verurteilung Baranowskis, die zunächst fünf Jahre Gefängnis vorsieht. Die Strafe wird dann jedoch, auf Grund Baranowskis Auszeichnung mit dem Eisernen Kreuz 2. Klasse, auf zwei Jahre Bewährungsbataillon verringert. Während der Fahrt der Einheit im Eisenbahntransport spricht der Verurteilte mit einem Unteroffizier über das Urteil und erfährt dabei, dass eine Bewährungseinheit einem Todesurteil gleichkomme. Als der Zug wegen eines Fliegerangriffs halten muss, nutzt Baranowski diesen Umstand zur Flucht. Er flüchtet zu Ljuba letztem Wohnort, findet die Hütte aber leer und verwüstet vor. Von einer alten Frau erfährt er, wo er Ljuba finden kann, und kommt nach einiger Zeit völlig erschöpft in der Hütte im Wald an, wo er auf dem Boden zusammenbricht, um noch mitzubekommen, dass er in ein Bett gelegt wird. Nachdem er sich bei Ljuba noch kurz nach Stano erkundigt hat – der Kleine liegt in seinem Bettchen und schläft –, schläft auch er ein.
Als einige Zeit später ein Hundeführer einer Wehrmachtsstreife die Hütte inspiziert und sich mit Stano beschäftigt, nutzt Baranowski die Situation, um zu flüchten. Nachdem wiederum einige Zeit verstrichen ist und sich Baranowski im Dorf mit anderen Männern in der Nähe der Kirche aufhält und den Befehl „Kehrt!“ vernimmt, wendet er sich militärisch und wird dadurch von seinem ehemaligen Vorgesetzten, dem Zahlmeister, trotz Zivilkleidung erkannt. Er wird festgenommen und wiederum vors Kriegsgericht gestellt, wo er sich wegen Fahnenflucht verantworten soll. Diesmal lautet das Urteil: Hinrichtung! Da ein zum Tode Verurteilter das Recht auf Beistand eines Pfarrers der eigenen Konfession hat, bestellt man einen protestantischen Militärgeistlichen aus einem Lazarett in Winniza, da man auf eigene Leute nicht zurückgreifen kann. Die Anforderung lautet: „Oberfeldkommandantur Proskurow anfordert ev. Kriegspfarrer. Eintreffen Mittwoch 17 Uhr erforderlich. Meldung bei Abteilung IIIa. Rückfahrt Donnerstag.“
Kriegspfarrer Brunner, dem diese Aufgabe zukommt, meldet sich daraufhin bei der Ortskommandantur, um dem Soldaten Baranowski Beistand zu leisten. Um die Tat des Soldaten zu verstehen, besorgt Brunner sich dessen Akte beim zuständigen Kriegsrat Dr. Greitner, der ihm eröffnet, dass das Gnadengesuch durch den Oberbefehlshaber der Heeresgruppe Ukraine, abgelehnt wurde: Baranowski soll in der Morgendämmerung um 5.45 Uhr füsiliert werden. Brunner begibt sich ins Wehrmachtsheim, eine kleine Gaststube im Ort, um sein Quartier zu beziehen, und sucht anschließend das Wehrmachtsgefängnis Proskurow auf, um den Soldaten Baranowski unauffällig kennenzulernen. Oberfeldwebel Mascha schlägt Brunner vor, eine kleine Abendandacht zu halten. Vor dem Gefängnis wird Brunner von seinem Amtsbruder Oberleutnant Ernst empfangen. Ernst ist der Führer des Erschießungskommandos und hat moralische Bedenken bei der Ausführung dieses Befehls. Er sieht den Befehl von Major Kartuschke als eine Schikane gegen sein Priesteramt und ihn persönlich an. Er hat Kartuschke zu einer Zeit gekannt, als dieser noch ganz unten war. Erst das nationalsozialistische Regime hat ihm wie auch vielen anderen seiner Couleur eine Karriere ermöglicht. Als die beiden Major Kartuschke vor dem Casino antreffen, kommt es fast zum Äußersten: Ernst zieht versteckt die Pistole, bringt aber nicht den Mut auf, Kartuschke zu erschießen. Ihm bleibt nichts anderes übrig, als den Major ziehen zu lassen. Diese Situation versinnbildlicht das Problem des deutschen militärischen Widerstands: „Zwischen Gewissen und Gehorsam, und aus Angst vor den Konsequenzen, verschont man die Tyrannen.“
Im Quartier angekommen, muss Brunner feststellen, dass er das Zimmer mit Hauptmann von Arnim teilen muss. Dieser hat einen Marschbefehl zur 6. Armee nach Stalingrad erhalten, was wahrscheinlich seinen sicheren Tod bedeutet. Von Arnim kommt mit Brunner ins Gespräch und erzählt ihm, dass seine Verlobte Melanie unten vor der Tür warte und er diese letzte Nacht gern mit ihr verbringen möchte. Als der Strom ausfällt, holt von Arnim Melanie ab, Brunner bekommt im Flur ein Petroleumlicht. Auf der Stube erkennt Brunner, dass die Verlobte die DRK-Schwester ist, die er mit nach Proskurow genommen hatte. Die beiden ziehen sich, nach einem Umtrunk der drei, zurück und Brunner beginnt, die Akte Baranowskis durchzulesen. Mit dem Studium der Verfahrensakte beginnt für den Pfarrer ein Kampf mit seinem eigenen Gewissen: Die erlebte Situation mit Oberleutnant Ernst, das abgelehnte Gnadengesuch sowie die intime Situation zwischen von Arnim und seiner Verlobten. Diese Umstände – sie hat Angst um sein Leben, er beruft sich auf seine Soldatenpflicht – lassen Brunner erkennen, warum Baranowski geflohen ist: aus Liebe zu Ljuba und Stano sowie aus Angst vor dem Tod. Brunner ist vom Schicksal Baranowskis stark ergriffen und weiß im tiefsten Innersten, dass die Todesstrafe gegen den jungen Mann absolut nicht gerechtfertigt ist. Ihm ist jedoch gleichzeitig bewusst, wie ohnmächtig er ist, etwas dagegen zu tun. So bleibt ihm nur, sich vor dem Exekutionstermin wieder im Gefängnis einzufinden und beruhigend auf Baranowski einzuwirken und mit ihm zu beten. Auch lässt er ihn einen Brief an Ljuba schreiben und verspricht, ihn der jungen Frau selbst zu übergeben. Fedor schreibt: „Ljuba, ich muss Dir leider mitteilen, dass ich in einer Stunde erschossen werde. Ich danke Dir für alles und für all Deine Liebe. Ich denke immer an unser … Ich küsse Dich in Ewigkeit … Dein Fjodor.“
Kurz darauf erscheint Kriegsgerichtsrat Dr. Greitner in der Zellentür, der Baranowski eröffnet, dass sein Gnadengesuch abgelehnt worden sei und er jetzt exekutiert werde. Brunner bleibt bis zum Ende an Baranowskis Seite. Er reicht ihm die Hand, um zu zeigen, dass sein Platz an der Seite derer ist, die unter die Räder eines unrechtmäßigen Regimes geraten sind. Dann fallen die Schüsse. Nach der Hinrichtung richtet der Kriegsgerichtsrat folgende zynischen Worte an Brunner: „Tadellos hinbekommen haben Sie das, meine Hochachtung!“

## Produktion

### Produktionsnotizen
Produziert wurde der Film von Carlton-Film GmbH (München), Filmaufbau GmbH (Göttingen) und der Real-Film GmbH in Hamburg. Als Co-Produzenten traten Hans Abich, Walter Koppel und Gyula Trebitsch auf. Abich oblag auch die Herstellungsleitung. Die Produktionsleitung lag bei Eberhard Krause und die Aufnahmeleitung bei Frank Roell und Manfred Kercher. Der Erstverleih des Films erfolgte durch die Europa-Filmverleih GmbhH (Hamburg). Für die Filmbauten trugen Franz Bi und Bruno Monden die Verantwortung.

### Veröffentlichung, DVD
Die Uraufführung des Films fand am 30. Oktober 1958 in Berlin im Ufa-Pavillon statt. In Finnland kam der Film am 31. Juli 1959 in die Kinos, in den Vereinigten Staaten unter dem internationalen Titel The Restless Night im April 1964. Veröffentlicht wurde er zudem in Chile, Frankreich, Griechenland, Italien, Portugal und in Spanien.
Am 16. Februar 2007 wurde der Film vom Label Kinowelt GmbH veröffentlicht. Das Bildformat ist 4:3 und in Dolby Digital 1.0 Mono gefasst. Bonusmaterial: Original-Presseheft und Flyer.

## Rezeption

### Kritik
Der Evangelische Filmbeobachter schrieb am 6. November 1958: „Damit wird mit einer Deutlichkeit gegen den Krieg Stellung bezogen, wie es sich der deutsche Nachkriegsfilm noch nie geleistet hat. In einer Zeit, in der das Thema Krieg auf der Leinwand ohne Bedenken und Verantwortung zu Schundpreisen ausgebeutet wird, kann diese Tat nicht hoch genug veranschlagt werden.“ Die Evangelische Filmgilde kürte den Film im November 1958 zum Film des Monats.
Die Kritik von Kino-Zeit fiel ähnlich aus. Dort hieß es: „Unruhige Nacht ist eine konsequente und unerbittliche Absage an den Krieg. Harnack kontrastiert bewusst Sekundärtugenden wie Ordnung und Gehorsam, die den Nazis das Regieren überhaupt ermöglichten, mit Werten wie Liebe und Freiheit, die von dem totalitären Regime sofort unterdrückt werden, um seinen Bestand nicht zu gefährden.“
Auch die Redaktionskritik von Cinema fiel positiv aus: „Regisseur Falk Harnack (1913–1991), zur NS-Zeit in der Widerstandsgruppe ‚Die Weiße Rose‘ aktiv, schuf kein Meisterwerk, war aber im moralischen Anspruch konsequent.“ Fazit: „Einfach und in seiner Haltung überzeugend.“
Die Evangelische Filmgilde hatte den Film im November 1958 als besten Film des Monats empfohlen und begründete das folgendermaßen: „Die mutige Behandlung dieses aktuellen Themas und seine konsequente Durchführung lassen – trotz einiger formaler Einwände – den Besuch des Films zu einem bedeutenden Erlebnis werden.“
Mut schien damals nötig, einen solchen Film zu produzieren, darauf deuten auch die Ausführungen im Spiegel hin, der von einer „Bedrängnis, der die Hersteller eines Anti-Hurra-Films in der Bundesrepublik ausgesetzt sein können“, sprach und von einer „waghalsige[n] Anstrengung dreier deutscher Produzenten“ zu berichten wusste, „der Kriegsnovelle des polemischen Pastors Albrecht Goes unter Hinzufügung eines gegenwartsbezogenen Prologs eine kinogerechte Bilderfolge abzugewinnen“, dem Unterfangen aber auch ein Scheitern bescheinigte. So titelte die Zeitschrift in ihrer Ausgabe 43/1958 vom 21. Oktober 1958 „Schluß mit Jubel“ und befasste sich anschließend mit der Entstehung und den Schwierigkeiten bei der Verwirklichung des Films.
Carlton/Filmaufbau/Real war der Ansicht, dass der Film nicht nur an „augenfälligen Fehlbesetzungen“ scheitern werde und Regisseur Falk Harnack auch aufgrund der „krassen Irrtümer des Drehbuchherstellers Horst Budjahn und dessen Einfallslosigkeit blind ins Ziel“ tappe. Zur Leistung von Bernhard Wicki wusste man nur zu bemerken, dass er „als Kriegspfarrer mit wehleidigem Hundeblick und gedämpfter Säuselstimme zu langweilen“ verstehe, wodurch sich „schließlich die künstlerische Exekution der ambitiösen Filmidee“ vollzogen habe.
In Reclams Filmlexikon konnte man lesen: „Ein Film über Schuld und Gewissensqualen, über Verantwortung und Zivilcourage. Harnacks Inszenierung wirkt ein wenig steif, die Dialoge sind manchmal hölzern. Und doch ist ‚Unruhige Nacht‘, wie einige andere Filme der Zeit mit Soldatenthematik, bemüht um eine Verarbeitung des deutschen Traumas: Nach der Novelle von Albrecht Goes gestaltete Harnack einen nachdenklichen Antikriegsfilm mit leisen Tönen und einer differenzierten Personencharakteristik.“

### Weitere Verfilmung
1955 wurde die Erzählung von Albrecht Goes erstmals als Fernsehspiel unter der Regie von Franz Peter Wirth verfilmt. Peter Lühr war als Kriegspfarrer Back besetzt, Sigurd Fitzek als Baranowski, Erich Musil als Major Kartuschke, Siegfried Wischnewski als Oberleutnant Ernst, Thomas Flemming als Hauptmann Brentano, Louise Kleve als Schwester Melanie, Erne Seder als Russin und Carl Lange als Feldwebel Kröger.